# Säckväv

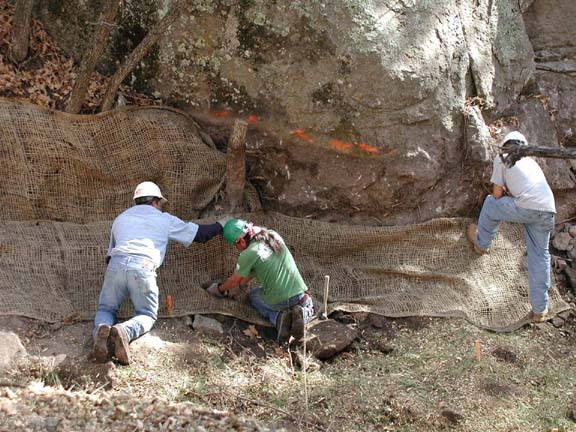
Säckväv används för att förstärka fördämningar under en översvämning.

Säckväv är en gles, grov väv av jute eller dylikt. Säckväv vävs vanligen i tuskaft och används som namnet anger mestadels till emballage. Kaffebönor är ett exempel på en vara som ofta transporteras i säckvävssäckar.
Säckväv används ibland för dekorationsändamål för att uppnå en rustik och lantlig känsla.
Säckväv, ofta i form av en säck med hål för armar och huvud, används ibland och oriktigt av personer som vill klä sig "historiskt", till exempel i samband med en historisk marknad.[källa behövs]